# Grete Albrecht

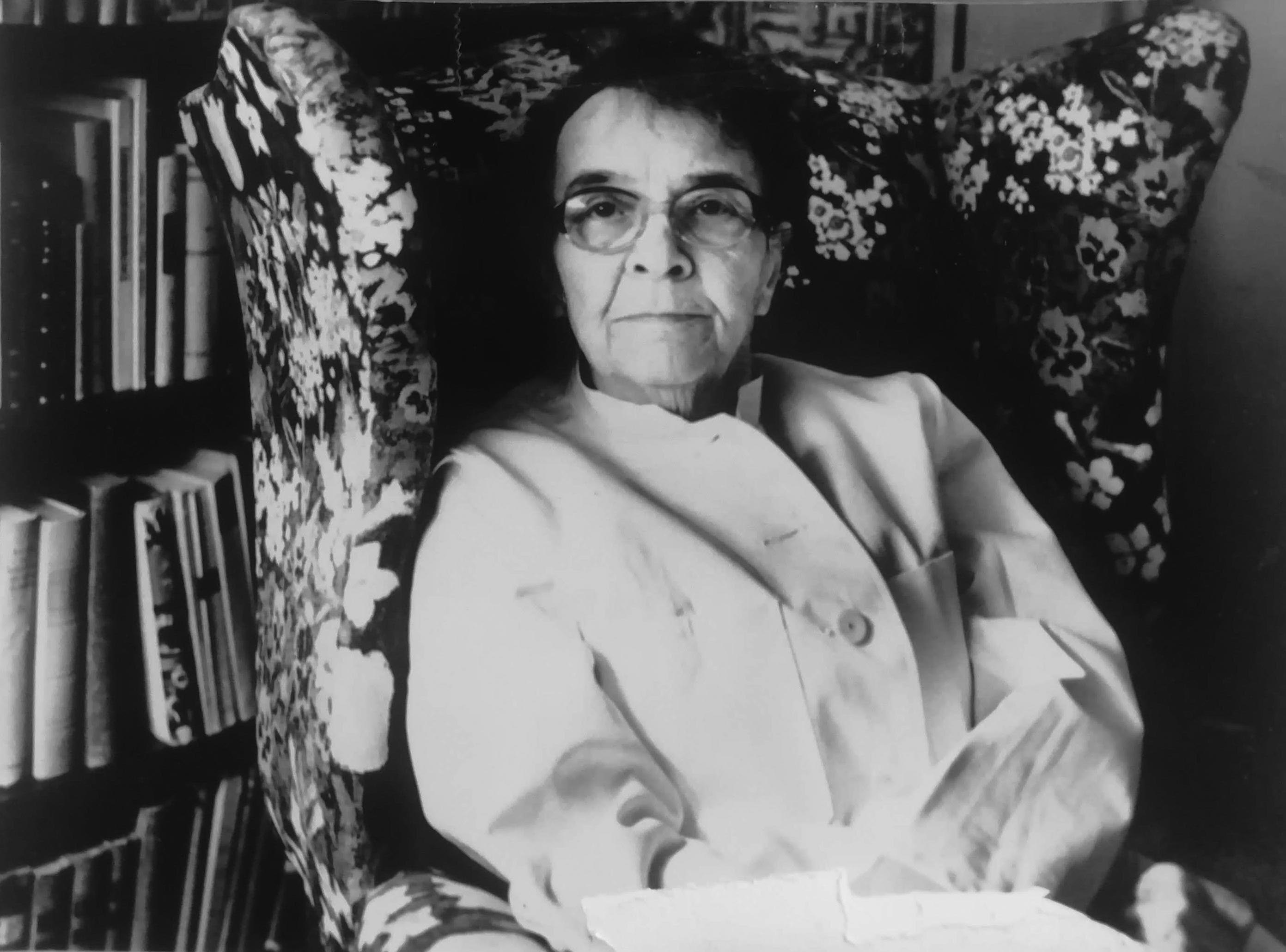
Grete Albrecht

Elfriede Margarete „Grete“ Albrecht (geborene Hieber; * 17. August 1893 in Hamburg-Eilbek; † 5. August 1987 in Braunlage) war eine deutsche Neurologin, Psychotherapeutin und Präsidentin des Deutschen Ärztinnenbundes (1955–1965).

## Leben
Grete Albrecht war die Tochter des Brauereidirektors Albert Friedrich Hieber und dessen Frau Charlotte Emilie geb. Kammann. Sie absolvierte 1913 in Hamburg das Abitur und studierte dann bis 1918 Medizin in München, Freiburg im Breisgau, Kiel und Berlin. Nach dem Staatsexamen und der Approbation (1919) arbeitete sie vertretungsweise in Klinik und Praxis. Sie heiratete am 23. April 1919 den Juristen Siegfried Ludwig Hermann Albrecht (1890–1967) und bekam zwei Kinder, darunter den späteren Rechtsanwalt Hans-Christian, Vater der Terroristin Susanne Albrecht. 1920 wurde sie in Berlin promoviert.

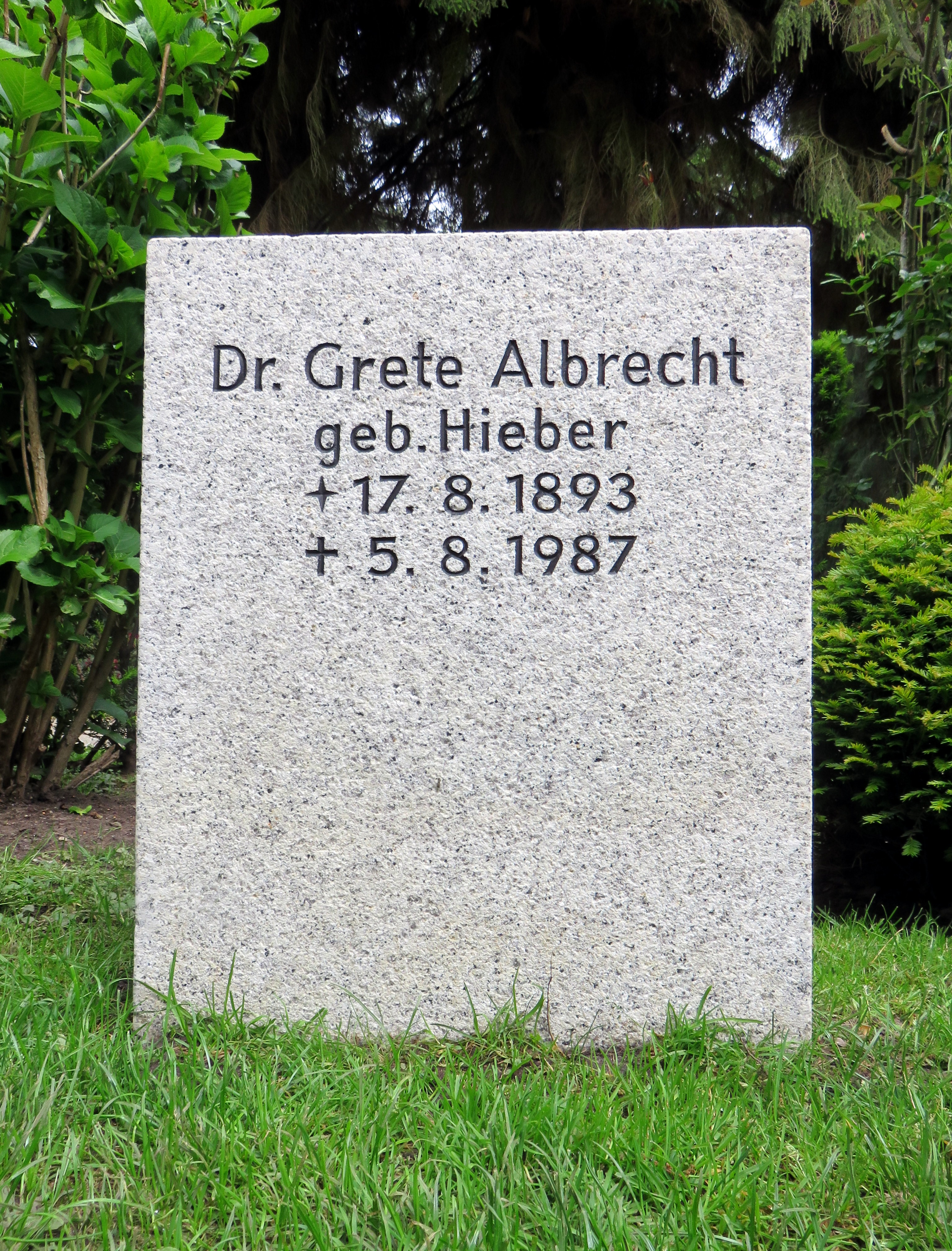
Grabstein „Dr. Grete Albrecht“
im Garten der Frauen auf dem Friedhof Ohlsdorf

Sie arbeitete in einem Hamburger Krankenhaus, zwei Jahre auf der Station für innere Medizin, einige Monate auf der Station für Haut- und Geschlechtskrankheiten. Von 1928 bis 1929 machte sie bei Ernst Kretschmer in Marburg ihre Weiterbildung und war anschließend am Universitätsklinikum Hamburg-Eppendorf tätig. 1931 ließ sie sich in Hamburg als Neurologin nieder und wurde Mitglied des Bundes Deutscher Ärztinnen. 1932 erlangte sie den Abschluss als Fachärztin für Nervenkrankheiten. 1934 wurde sie auf dessen Mitgliederversammlung beauftragt, ihre beim Reichsarbeitsministerium begonnene Aktion zur Verhinderung von Sonderbestimmungen für verheiratete Kolleginnen fortzusetzen. 1935 wurde sie Geschäftsführerin des Bundes, den sie jedoch im folgenden Jahr verließ, als sie ihre Kassenzulassung verlor, weil ihr Ehemann nach dem Nürnberger Rassengesetz als „jüdischer Mischling ersten Grades“ galt.
Nach dem Ende der Naziherrschaft nahm sie 1945 ihre nervenärztliche Praxis wieder auf. Am 25. Juni 1947 wurde ihre Ehe geschieden. Von 1955 bis 1965 war sie Präsidentin des Deutschen Ärztinnenbundes und von 1958 bis 1962 Vizepräsidentin des Internationalen Ärztinnenbundes. 1962 wurde Grete Albrecht mit der Paracelsus-Medaille der deutschen Ärzteschaft ausgezeichnet.
Grete Albrecht starb 1987 in Braunlage, sie wurde im Bereich der Grabanlage „Dr. Siegfried Albrecht und Familie“ auf dem Hamburger Friedhof Ohlsdorf beigesetzt. Der Grabstein befindet sich seit Mai 2020 im Garten der Frauen.

## Werke (Auswahl)
- Ueber das gleichzeitige Auftreten von Karzinom und Tuberkulose an einem Organ. In: Zeitschrift für Krebsforschung. Bd. 17 (1920), H. 3, S. 523–535 (Dissertation).
- Zur Lage der Aerztinnen in Deutschland. In: Die Ärztin. Bd. 9 (1933), S. 242–245, 253–262.
- Autobiographie. In: Leone McGregor Hellstedt (Hrsg.): Women Physicians of the World. Autobiographies of Medical Pioneers. Hemisphere Publishing, Washington/London 1978, S. 109–112.